# Mercurio (alchimia)

Simbolo alchemico del mercurio

Il mercurio in alchimia era ritenuto, insieme allo zolfo, l'elemento primordiale con cui ogni altro metallo risultava formato, perché contenente in sé tutti i diversi aspetti e qualità della materia.

## Utilizzi

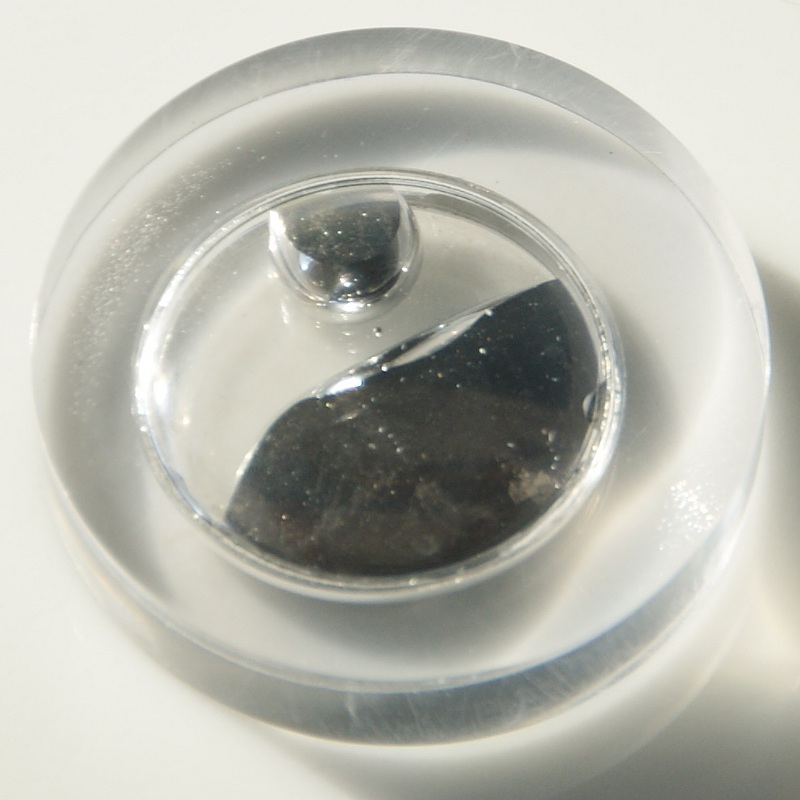
Mercurio liquido

Il mercurio era noto sin da tempi antichi in Cina e India; fu anche rinvenuto in tombe dell'Antico Egitto risalenti al 1500 a.C. In Cina, India e Tibet si riteneva che il mercurio prolungasse la vita, curasse le fratture e aiutasse a conservare la buona salute; la parola indù per "alchimia" è rasavātam che significa letteralmente «la via del mercurio».
Gli antichi greci e romani lo usavano negli unguenti e come cosmetico. Il simbolo chimico attuale del mercurio è Hg che deriva dalla parola hydrargyrum, latinizzazione del termine greco `Υδραργυρος (hydrargyros), parola composta dai termini corrispondenti ad "acqua" e "argento", per via del suo aspetto liquido e metallico.
Nel Medioevo le sue qualità erano attribuite all'unicorno, il cui bianco candore esprimeva la purezza e la castità mercuriale di questa creatura mitologica.

## Proprietà filosofiche

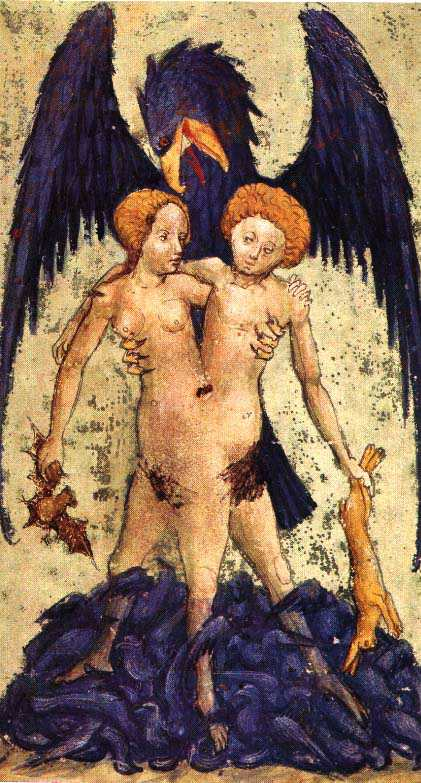
L'Androgino (illustrazione dallAurora Consurgens), simbolo del mercurio igneo, unione del «maschile-femminile»

Per la sua caratteristica di assommare in sé proprietà antitetiche, essendo un metallo pesante ma anche volatile, sin da tempi remoti fu associato al dio Mercurio e al relativo pianeta, il cui simbolo riuniva insieme gli ideogrammi della Luna (☽), del Sole () e della Terra (), cioè rispettivamente la coppa, il cerchio e la croce, a indicare una sintesi armonica dei tre archetipi fondamentali dell'astrologia: la falce della luna, posta in cima, esprimeva il predominio dell'aspetto femminile, vitale e fecondo, sulle proprietà del mercurio; il cerchio, simbolo del sole, rappresentava invece lo spirito maschile, ossia la capacità di conferire all'anima un'individualità e una coscienza, mentre la croce costituiva il sostrato materiale.

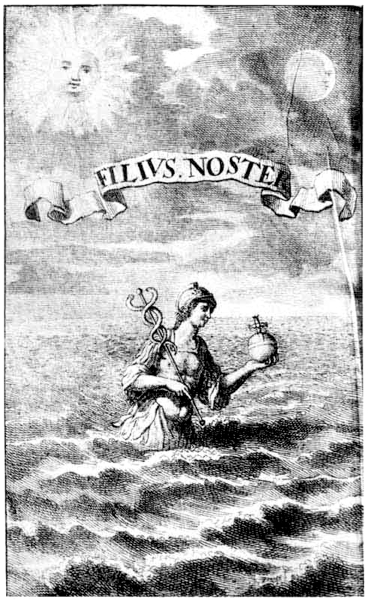
Il dio Mercurio associato alle acque, denominato «figlio nostro» da Sole e Luna, con in mano l'antimonio (dagli scritti alchemici di Baro Urbigerus, 1705)

In quanto veicolo di collegamento fra cielo e terra, il mercurio era assimilato anche all'etere filosofico, cioè la  sostanza con cui si riteneva intessuta l'Anima del mondo che permeava l'intero universo. Esso era perciò detto «Azoto», in cui, oltre a diverse etimologie, si può individuare un acronimo cabbalistico di 4 lettere (A-Z-Ω-Th): "A" in quanto inizio dell'alfabeto, "Z" in quanto fine, "O" come fine dell'alfabeto greco (omega), "TO" come fine dell'alfabeto ebraico; le caratteristiche di contenere in sé l'inizio e la fine di tutto erano quelle attribuite appunto al mercurio.
Argento, e oro estratto

Dalla potenza in atto,

Mercurio tutto Sol, Sol tutto Luna,

Trina sostanza in una,

Una, che in tre si spande.»
(Marc'Antonio Crasselame, alias Francesco Maria Santinelli, Lux obnubilata, canzone seconda, IV, 1666)
Attraverso i loro esperimenti gli alchimisti scoprirono che il mercurio poteva combinarsi con lo zolfo, a cui Paracelso aggiunse anche il sale. In base al tipo e alle proporzioni di questi tre componenti, si pensava che in natura si verificasse una maggiore o minore solidificazione dell'etere, da cui si originavano così i quattro elementi classici: fuoco, aria, acqua, terra. Scopo dell'alchimia era disciogliere questi elementi tramite distillazione riportandoli ai loro ingredienti originari, per poi ricombinarli in una forma più pura e nobile: solve et coagula. Mercurio, zolfo e sale, ovvero anima, spirito e materia, andavano cioè liberati dal loro aspetto fisico e trasfigurati in un senso spirituale. Gli esperimenti fisici su di essi fornivano la chiave analogica con cui interpretare i fenomeni psicologici dell'anima.
L'analogia era infatti il principio filosofico che consentiva di desumere dal comportamento fisico di un elemento le proprietà spirituali ad esso corrispondenti.
In particolare il mercurio era associato alle caratteristiche della Luna, dell'acqua, dell'argento, della passività, della resistenza, della plasticità, della vitalità indifferenziata. Con l'aiuto dello zolfo, il mercurio liquido andava trasformato in mercurio igneo () per realizzare le nozze alchemiche tra Luna e Sole, e ottenere così l'oro dei filosofi, capace di risanare la corruzione della materia; mentre in forma liquida esso costituiva un potente elisir di lunga vita.